# Bandera Joanny d’Arc
Bandera Joanny d’Arc (fr. La Bandera Jeanne d’Arc, hiszp. Bandera Juana de Arca) – ochotniczy oddział wojskowy Hiszpańskiej Legii Cudzoziemskiej złożony z Francuzów podczas wojny domowej w Hiszpanii w latach 1936–1939.

## Historia
Oddział został zorganizowany z inicjatywy bohatera I wojny światowej gen. Paula Lavigne-Delville’a, który początkowo zamierzał zwerbować po stronie gen. Francisco Franco ok. 3 tys. francuskich ochotników. Ostatecznie w składzie 17 Bandery (Batalionu) Hiszpańskiej Legii Cudzoziemskiej sformowano pododdział w sile zaledwie kompanii (ok. 200 ludzi). Znalazło się w nim też kilku Belgów i francuskojęzycznych Szwajcarów. Pierwszym dowódcą został Victor Monnier, ale wkrótce zmienił go kpt. Henri Bonneville de Marsangy. Francuzi walczyli pod hiszpańskim dowództwem ppłk. Heli Rolando de Tella-Cantosa pod Méridą, Badajoz, Madellin, Talaverą, w bitwie o uwolnienie twierdzy Alcazar w Toledo. Kapitan H. Bonneville de Marsangy zginął 10 lutego 1937 podczas zdobywania miasta Llanes.